# Ботегеч
Ботеге́ч (укр. Ботегеч, крымскотат. Bötegeç, Ботегеч) — исчезнувшее село в Кировском районе Республики Крым, располагавшееся на востоке района, в одноимённой балке одноимённого хребта самых восточных отрогов Внутренней гряды Крымских гор, у западного берега современного Феодосийского водохранилища, примерно в 4,5 км к юго-западу от современного села Владиславовка.

## История
Первое документальное упоминание села встречается в Камеральном Описании Крыма… 1784 года, судя по которому, в последний период Крымского ханства Боткечь входил в Колечский кадылык Кефинского каймаканства.
После присоединения Крыма к России (8) 19 апреля 1783 года, (8) 19 февраля 1784 года, именным указом Екатерины II сенату, на территории бывшего Крымского Ханства была образована Таврическая область и деревня была приписана к Левкопольскому, а после ликвидации в 1787 году Левкопольского — к Феодосийскому уезду Таврической области. После Павловских реформ, с 1796 по 1802 год, входила в Акмечетский уезд Новороссийской губернии. По новому административному делению, после создания 8 (20) октября 1802 года Таврической губернии, Ботегеч был включён в состав Парпачской волости Феодосийского уезда.
По Ведомости о числе селений, названиях оных, в них дворов… состоящих в Феодосийском уезде от 14 октября 1805 года, в деревне Бутугеч числилось 14 дворов и 36 жителей. На военно-топографической карте генерал-майора Мухина 1817 года деревня Бутегеш обозначена также с 14 дворами. После реформы волостного деления 1829 года Бутеген, согласно «Ведомости о казённых волостях Таврической губернии 1829 года», передали в состав Учкуйской волости. На карте 1836 года в деревне 12 дворов. Затем, видимо, в результате эмиграции крымских татар, деревня заметно опустела и на карте 1842 года Бутегеч обозначен условным знаком «малая деревня», то есть, менее 5 дворов.
В 1860-х годах, после земской реформы Александра II, деревню приписали к Арма-Элинской волости. Согласно «Списку населённых мест Таврической губернии по сведениям 1864 года», составленному по результатам VIII ревизии 1864 года, Бутегеч — владельческая татарская деревня с 15 дворами, 99 жителями и мечетью при колодцах, при этом, по обследованиям профессора А. Н. Козловского начала 1860-х годов, в селении «пользуются дождевой водой, собираемой в аутах и запрудах» (Аут — небольшой пруд в степном Крыму, наполнявшийся дождевой и талой водой). На трёхверстовой карте Шуберта 1865—1876 года в деревне Бутегеч обозначено 18 дворов.
По «Памятной книге Таврической губернии 1889 года», по результатам Х ревизии 1887 года, в деревне Ботегеч, уже Владиславской волости, числилось 18 дворов и 91 житель. На верстовой карте 1890 года в Ботегече обозначено 25 дворов с татарским населением. По «…Памятной книжке Таврической губернии на 1892 год» в деревне Ботегеч, не входившей ни в одно сельское общество, числилось 27 безземельных жителей, домохозяйств не имеющихх. По «…Памятной книжке Таврической губернии на 1902 год» в деревне Ботегеч, находившейся в частном владении, числился 61 житель, домохозяйств не имеющих. По Статистическому справочнику Таврической губернии. Ч.II-я. Статистический очерк, выпуск пятый Феодосийский уезд, 1915 год, на хуторе Ботегеч Владиславской волости Феодосийского уезда числилось 3 двора (1 двоов с землёй, 2 — безземельные) со смешанным населением в количестве 13 человек «посторонних» жителей, из которых 5 мужчин и 18 женщин. При хуторе числилось 300 десятин удобной земли. В хозяйствах имелось 18 лошадей, 24 вола и 4 коровы.
После установления в Крыму Советской власти, по постановлению Крымревкома от 8 января 1921 года была упразднена волостная система и село вошло в состав вновь созданного Владиславовского района Феодосийского уезда, а в 1922 году уезды получили название округов. 11 октября 1923 года, согласно постановлению ВЦИК, в административное деление Крымской АССР были внесены изменения, в результате которых округа ликвидировались и Владиславовский район стал самостоятельной административной единицей. Декретом ВЦИК от 04 сентября 1924 года «Об упразднении некоторых районов Автономной Крымской С. С. Р.» в октябре 1924 года район был преобразован в Феодосийский и село включили в его состав. Согласно Списку населённых пунктов Крымской АССР по Всесоюзной переписи 17 декабря 1926 года, в селе Ботегеч, Тамбовского сельсовета Феодосийского района, числилсось 11 дворов, все крестьянские, население составляло 47 человек, все татары. В последний раз, как Старый Ботегеч, селение встречается на карте 1936 года.

### Динамика численности населения
| - 1805 год — 36 чел. - 1864 год — 99 чел. - 1889 год — 91 чел. - 1892 год — 27 чел. | - 1902 год — 61 чел. - 1915 год — 0/13 чел. - 1926 год — 47 чел. |